# جاي تريانو
جاي تريانو (بالإنجليزية: Jay Triano)‏ مواليد 21 سبتمبر 1958 في تيلسونبيرج، هو مدرب كرة سلة كندي ولاعب سابق. بدأ مسيرته الاحترافية في سنة 1977. يدرب فريق فينيكس صنز في الرابطة الوطنية لكرة السلة. يبلغ طوله 6 قدم 4 بوصة (1.9 م). مثّل منتخب بلاده. شارك في دورة الألعاب الأولمبية الصيفية سنة 1984. حقق المركز الأول في الألعاب الجامعية الصيفية 1983. اعتزل اللعب في 1988.

## سجل المنافسة
شارك في المنافسات التالية:
- الألعاب الأولمبية الصيفية 1984
- الألعاب الأولمبية الصيفية 1988
- الألعاب الأولمبية الصيفية 2000

## الميداليات
| الميدالية | المسابقة                             |
| --------- | ------------------------------------ |
| فضية      | بطولة أمم الأمريكتين لكرة السلة 1980 |
| برونزية   | بطولة أمم الأمريكتين لكرة السلة 1984 |
| برونزية   | بطولة أمم الأمريكتين لكرة السلة 1988 |
| ذهبية     | الألعاب الجامعية الصيفية 1983        |
| برونزية   | الألعاب الجامعية الصيفية 1985        |

## إحصائيات المسيرة
| الفريق          | السنة   | G   | W  | L   | W–L% | النهاية | PG | PW | PL | PW–L% | النتيجة                  |
| --------------- | ------- | --- | -- | --- | ---- | ------- | -- | -- | -- | ----- | ------------------------ |
| تورونتو رابتورز | 2008–09 | 65  | 25 | 40  | .385 | 4       | —  | —  | —  | —     | غاب عن الأدوار الإقصائية |
| تورونتو رابتورز | 2009–10 | 82  | 40 | 42  | .488 | 2       | —  | —  | —  | —     | غاب عن الأدوار الإقصائية |
| تورونتو رابتورز | 2010–11 | 82  | 22 | 60  | .268 | 5       | —  | —  | —  | —     | غاب عن الأدوار الإقصائية |
| المسيرة         |         | 229 | 87 | 142 | .380 |         | —  | —  | —  | —     |                          |

## روابط خارجية
- جاي تريانو على موقع الاتحاد الدولي لكرة السلة (الإنجليزية)
- جاي تريانو على موقع سبورتس رفرنس (الإنجليزية)
- جاي تريانو على موقع ريلجم (الإنجليزية)
- جاي تريانو على موقع سبورتس رفرنس (الإنجليزية)
- جاي تريانو على موقع سبورتس رفرنس (الإنجليزية)
- جاي تريانو على موقع EliteProspects.com (الإنجليزية)
- جاي تريانو على موقع أوليمبيديا (الإنجليزية)